# Valentín Elizalde
Valentín Elizalde Valencia (n. 1 februarie 1979, Etchojoa, Sonora, Mexic – d. 25 noiembrie 2006, Reynosa⁠(d), Tamaulipas, Mexic), cunoscut și sub numele El Gallo de Oro, a fost un cântăreț mexican. Elizalde s-a specializat în muzică regională mexicană cu genurile Banda și Norteño.

## Biografie
Cariera profesională a lui Valentín Elizalde a început pe 24 iunie 1998 la Bácame Nuevo, Sonora, în sărbătoarea de la San Juan, unde a primit prima plată. Valentín a început pregătirile pentru a înregistra primul său album și a fost recunoscut în statele Sonora, Jalisco, Sinaloa și Chihuahua.
Elizalde a fost nu numai cântăreț, ci și compozitor; de o cantitate mare de cântece și de stiluri variate, în cadrul tradiției tamborei din Sinaloa, printre aceste stiluri se numără și narcocorrido.
Valentín Elizalde a fost asasinat de un comando când părăsea un concert la Tamaulipas, în jurul orei 03:30 a 25 noiembrie 2006. În timpul atacului, el a fost împușcat de mai multe ori de armele de foc AK-47, AR 15 și .38 arme super, de mare putere, care i-au provocat moartea instantanee.